# Santa Teresa (Santa Fé)
Santa Teresa é uma comuna da Argentina localizada no departamento de Constitución, província de Santa Fé.